# Satto
Satto (察度 (Sát Độ) 1320–1395) là vua của Chūzan, một trong ba vương quốc trước đây trên đảo Okinawa. Triều đại của ông được đánh dấu bởi sự mở rộng và phát triển về quan hệ thương mại của Chūzan với các vùng lãnh thổ khác, và bắt đầu triều cống cho nhà Minh Trung Quốc, mối quan hệ này kéo dài gần 500 năm cho đến khi nhà Thanh sụp đổ.
Governor của khu vực Urasoe, khu vực xung quanh và bao gồm cả kinh đô của Chūzan, Satto chiếm lấy ngai vàng sau cái chết của vua Seii năm 1350. Ông lập ra một triều đại mới, tuy nhiên, vương triều của ông lập ra chỉ kéo dài đến đời con ông Bunei và kết thúc năm 1405.
Sứ giả của Trung Quốc đến Chūzan năm 1372 yêu cầu cho du nhập văn hóa Trung Quốc và Okinawa gởi đại diện đến Nam Kinh. Satto đồng ý các đề nghị này mà không do dự, vì điều này tạo nhiều thuận lợi trong thương mại với một quốc gia mạnh nhất trong khu vực.